# Sadajoši Kobajaši
Sadajoši Kobajaši (jap. pisanjem 小林 定義) (prefektura Kanagava, Japan, 14. veljače 1905. – nije poznat nadnevak smrti) je bivši japanski hokejaš na travi.  
Osvojio je srebrno odličje na hokejaškom turniru na Olimpijskim igrama 1932. u Los Angelesu. Odigrao je dva susreta na mjestu braniča.

## Vanjske poveznice
- Profil na Database Olympics